# Prowincja Sondrio
Prowincja Sondrio (wł. Provincia di Sondrio) – prowincja we Włoszech. 
Nadrzędną jednostką podziału administracyjnego jest region (tu: Lombardia), a podrzędną jest gmina.
Liczba gmin w prowincji: 78.